# 公安部技术侦察局
公安部技术侦察局，序列号公安部十二局，简称技侦，是中华人民共和国公安部内设职能局。

## 机构设置
根据有关规定，

## 历任领导

### 局长
公安部技术侦察局局长
- 廖晓村
- 张健
- 龚道安（2010年11月至2017年6月14日）
- 曹忠平（2017年9月至2020年10月）

### 副局长
- 姚良骏，中国公安部技术侦察局副局长
- 黄建轩，中国公安部技术侦察局副局级调研员
- 张宇臻，中国公安部技术侦察局副局级调研员